# Ereteken ter Herinnering aan Christiaan X
Het Herinneringsteken aan Christiaan X, (Deens: "Kong Christian X´s mindetegn"), is een Deense onderscheiding
Het ereteken werd op 26 september 1947, ongeveer vijf maanden na het overlijden van Christiaan X ingesteld en verleend aan leden van diens hofhouding en de militaire bevelhebbers die onder de overleden vorst hebben gediend. De 26e september was de verjaardag van de overleden koning.
Zijn zoon en opvolger Frederik IX stelde een gedenkteken in dat als een broche op de borst kon worden gedragen. Het is een mat zilveren ovaal dat met twee tesaamgebonden gouden lauwertaken omringd wordt. Aan de bovenzijde is de krans open. Het ovaal wordt gedekt door een gouden koningskroon. Op het zilveren medaillon is het gouden koninklijke monogram van de overleden vorst, "CX" aangebracht.
Het ereteken is 55 millimeter hoog en 30 millimeter breed. Het weegt iets minder dan veertig gram. Er werden 40 exemplaren uitgereikt.
Op officiële Deense publicaties is sprake van een medaille en een ereteken, Chr.X M. M. of "Kong Christian X's Mindemedalje" en Chr.X M. T. of "Kong Christian X's Mindetegn".
Medailles van Verdienste ·
Medaille voor Langdurige Dienst ·
Medaille "Ingenio et Arti" ·
Medaille voor Nobele Daden ·
Ereteken van het Deense Rode Kruis ·
Medaille van Verdienste voor de Groenlandse Onafhankelijkheid ·
Herinneringsmedaille aan de 70e Verjaardag van Hare Majesteit Koningin Margrethe
Herinneringsmedaille aan de 75e Verjaardag van Prins Henrik

Zie ook: Historische Orden van Denemarken · Onderscheidingen in Denemarken